# Feliks Kotlewski
Feliks Kotlewski (ur. 1907 w Danowie, zm. 1969) – polski specjalista w dziedzinie termodynamiki i miernictwa cieplnego, profesor Politechniki Łódzkiej.

## Życiorys
W 1936 roku uzyskał dyplom inżyniera mechanika na Wydziale Mechanicznym Politechniki Warszawskiej. W latach 1935–1936 pracował w Katedrze Termodynamiki Technicznej Politechniki Warszawskiej. Pracę w Politechnice Łódzkiej podjął w 1945 roku. W 1954 roku został zastępcą profesora, a w rok później otrzymał nominację na docenta. Profesorem nadzwyczajnym został w 1968 roku. W latach czterdziestych bardzo czynnie włączył się do prac organizacyjnych Katedry Techniki Cieplnej, organizując Laboratorium Techniki Cieplnej. W roku 1955 powołano go na stanowisku kierownika Katedry Techniki Cieplnej. Funkcję tę pełnił do końca życia. W latach 1958–1960 i 1962–1969 był prodziekanem Wydziału Mechanicznego PŁ.
W pracach badawczych specjalizował się w zagadnieniach termodynamiki i miernictwa cieplnego. Był promotorem kilku prac doktorskich, a także współautorem dwutomowego podręcznika, autorem skryptu i 55 publikacji.